# هات اسپرینگز (آرکانزاس)
هات اسپرینگز (آرکانزاس) (به انگلیسی: Hot Springs, Arkansas) یک شهر در ایالات متحده آمریکا با جمعیت ۳۵٬۱۹۳ نفر است که در آرکانزاس واقع شده‌است.

## موقعیت جغرافیایی
موقعیت جغرافیایی شهرها و مناطق اطراف به شرح زیر است: